# The Usual Suspects
The Usual Suspects (conocida como Los sospechosos de siempre o Sospechosos comunes en Latinoamérica y Sospechosos habituales en España) es una película estadounidense de 1995, escrita por Christopher McQuarrie (quien ganó un Oscar al mejor guion original por este trabajo) y dirigida por Bryan Singer. Fue protagonizada por Kevin Spacey (Oscar al Mejor Actor de Reparto), Gabriel Byrne, Stephen Baldwin, Benicio del Toro y Kevin Pollak.
La película, con un presupuesto de cuatro millones de dólares, no fue muy bien recibida en las salas de cine durante su lanzamiento, formando parte de la lista de «Las películas más odiadas por Roger Ebert», pero fue atractiva para muchos seguidores del género de crimen/drama y es considerada una película de culto. Diez años después de su estreno permanece en el Top 25 de Internet Movie Database «Top 250 Movie List». Forma parte del AFI's 10 Top 10 en la categoría de "Películas de misterio".

## Argumento
Roger «Verbal» Kint (Kevin Spacey) es un pequeño estafador lisiado que se encuentra en un interrogatorio de la policía de Los Ángeles y le cuenta a su interrogador, el agente Kujan (Chazz Palminteri), una historia sobre los acontecimientos que desencadenaron un tiroteo y una masacre dentro de un barco apostado en el puerto de Los Ángeles. Usando la narración en retrospectiva, la historia de Verbal llega a ser cada vez más compleja, mientras él intenta «aclarar» los hechos, para la satisfacción del agente Kujan, que está interesado en saber por qué él y sus compañeros de crimen estaban en ese barco.
En un barco en la bahía de San Pedro, una figura sin rostro identificada como «Keyser» habla brevemente con un hombre herido llamado Keaton (Byrne), entonces Keyser parece dispararle a Keaton, antes de poner el barco en llamas. Al día siguiente, el agente del FBI Jack Baer (Giancarlo Esposito) y los del Servicio de Aduanas del agente especial David Kujan (Palminteri) llegan a San Pedro por separado para investigar lo sucedido en el barco. En eso llega el agente federal Josh Hillman, junto con el comisario Peter Turner de los U.S Marshals, debido a que uno de ellos es un fugitivo. Parece que hay solo dos supervivientes: Roger «Verbal» Kint (Spacey), un estafador con una leve parálisis y un criminal llamado Arkosh Kovash (Morgan Hunter). Baer interroga a Kovash, quien está atendiendo sus graves quemaduras en el hospital. Este afirma que Keyser Söze, un genio criminal turco con una reputación casi mítica, se encontraba en el puerto para «matar a muchos hombres». Kovash comienza a describir a Söze a través de un intérprete, mientras que un dibujante de la policía hace una representación de la cara de Söze. Mientras tanto, Verbal ha testificado en detalle sobre el incidente a cambio de casi total inmunidad. A la espera de pagar la fianza por el cargo menor de armas, Verbal se coloca en la abarrotada oficina del sargento de policía de San Pedro, Jeffrey Rabin (Dan Hedaya) donde Kujan exige escuchar su historia desde el principio. Verbal comienza seis semanas antes en Nueva York:
Cinco delincuentes se unen en una línea de policía: Dean Keaton (Gabriel Byrne), un oficial de policía corrupto que aparentemente ha renunciado a su vida de crimen; Michael McManus (Stephen Baldwin), un ladrón profesional de mal genio; Fred Fenster (Benicio del Toro), Verbal Kint y Todd Hockney (Kevin Pollak).
Mientras están los cinco detenidos, McManus convence a los demás de unir fuerzas para cometer un robo dirigido a «el mejor servicio de taxis en New York», un grupo de corruptos agentes de policía que escoltan a contrabandistas a sus destinos en la ciudad. Tras el robo con éxito, el quinteto viaja a Los Ángeles para vender su botín a un conocido de McManus, Redfoot (Peter Greene), quien les propone otro trabajo: robar a un comerciante de joyas. En lugar de llevar joyas o dinero, como se les dijo, llevaba heroína. Un enfrentamiento furioso entre los ladrones y Redfoot revela que el trabajo vino de un abogado llamado Kobayashi (Pete Postlethwaite). Los ladrones más tarde se reúnen con Kobayashi, quien afirma que trabaja para Keyser Soze y los chantajea para atacar un barco en el puerto de San Pedro. Kobayashi describe la misión de un barco de contrabando de 91 millones de dólares en cocaína, va a ser vendida por rivales de Söze. Los ladrones deben destruir la droga y, si deciden esperar hasta que los compradores lleguen, pueden dividir el dinero como quieran.
En la actualidad, Verbal le cuenta a Kujan la historia de Keyser Söze: después de que sus rivales húngaros invadieron su casa, son sorprendidos de que mata a su propia esposa e hijos, y luego masacra a la multitud entera, menos a uno. Después de ese incidente Söze pasó a la clandestinidad, nunca trata directamente con alguien en persona, y dice que se convirtió en «un cuento de miedo que cuentan los criminales a sus hijos por la noche». Kujan no está familiarizado con Söze, Verbal dice que ha oído rumores durante años sobre criminales que trabajan para Söze, pero en realidad no saben para quién trabajan. Verbal también dice que Fenster intentó huir, dando lugar a una sentencia de muerte por Kobayashi. Los restantes cuatro ladrones secuestran a Kobayashi, con la intención de matarlo si él no los deja en paz. Amenazado, Kobayashi revela que Edie Finneran (Suzy Amis), abogada y novia de Keaton, está en su oficina (creyendo que fue contratada para los servicios jurídicos), y amenaza con matarla, así como a las familias de los cuatro ladrones, en caso de negarse a hacer el trabajo.
En la noche de la venta de cocaína, los vendedores (un grupo de argentinos mafiosos) y los compradores (un grupo de mafiosos húngaros) se encuentran en el muelle. Keaton le dice a Verbal que no vaya y que tome el dinero si el plan sale mal para que junto con Edie (su novia) puedan perseguir a Kobayashi en «su camino». Verbal acepta a regañadientes, y mira el barco desde la distancia. Keaton, McManus, Hockney atacan a los hombres en el muelle, matando a la mayoría de ellos. Keaton y McManus están a bordo de la nave para encontrar la droga mientras Hockney va detrás de la furgoneta que transportaba el dinero, pero es fatalmente disparado por alguien invisible cuando la encuentra. Keaton y McManus descubren que no hay cocaína en el barco. Mientras, un pasajero argentino muy bien resguardado, es asesinado por el asaltante invisible mientras este es buscado. McManus es asesinado con un cuchillo en la parte posterior de su cuello y Keaton, dándose la vuelta para irse, es herido por una bala por un hombre vestido con un traje negro y sombrero. La misteriosa figura parece hablar brevemente con Keaton antes de dispararle de nuevo.
Cuando Verbal termina la historia, Kujan revela lo que sabe: el cuerpo del hombre argentino fue encontrado por la mañana en la costa, y se revela al hombre, Arturo Márquez (Castulo Guerra), quien con el fin de escapar de la cárcel, le había revelado a las autoridades que él podría identificar a Keyser Söze. El asume que el grupo de húngaros son el mismo grupo que Söze casi aniquila en Turquía y se ofrecen a comprar a Márquez del grupo argentino por 91 millones de dólares. Con la fabricación de un acuerdo, Kujan especula, Söze contrató a Verbal y su equipo para que fueran a robar a los muelles, cuando en realidad se trataba de una tapadera para que Söze entrara personalmente en el barco y matara a Márquez sin ser detectado. Kujan a través de su análisis concluye que Keaton era realmente Keyser Söze. Está convencido de que Keaton ha fingido su muerte (como lo había hecho unos años antes de escapar de otra investigación), y deliberadamente dejó a Verbal como testigo. Bajo un interrogatorio agresivo de Kujan, Verbal entre lágrimas admite que todo el asunto era idea de Keaton desde el principio, pero se niega a declarar.
Verbal sale por libertad bajo fianza después de haber sido arrestado, Verbal recupera sus cosas personales del funcionario de la propiedad. Momentos más tarde, Kujan, relajado en la oficina de Rabin, se da cuenta con sorpresa de que los detalles y los nombres de la historia de Verbal son extraídos de varios objetos alrededor de la habitación, incluyendo el tablón de anuncios lleno de gente de Rabin y el logo de la "Compañía de porcelana Kobayashi" en la parte inferior de la taza de café. Kujan se da cuenta de que la mayor parte de la historia de Verbal fue improvisada para su beneficio y va tras él, corriendo junto a una máquina de fax, que recibe la impresión del dibujo de la policía de la cara de Keyser Söze, que se asemeja a nada menos que a Verbal Kint.
Mientras tanto, Verbal se aleja de la comisaría de policía, dejando de fingir su parálisis cerebral. Se sube a un coche esperando conducido por "Kobayashi", alejándose mientras Kujan sale fuera, buscando en vano. Verbal cita a Charles Baudelaire: "El mayor truco del diablo fue convencer al mundo de que no existía". Esto es seguido por la descripción anterior de Keyser Söze: "Y así, él se ha ido".

## Reparto
- Kevin Spacey como Roger «Verbal» Kint
- Gabriel Byrne como Dean Keaton
- Chazz Palminteri como Agente Dave Kujan
- Stephen Baldwin como Michael McManus
- Benicio del Toro como Fred Fenster
- Kevin Pollak como Todd Hockney
- Pete Postlethwaite como Kobayashi
- Suzy Amis como Edie Finneran
- Giancarlo Esposito como Agente del FBI Jack Baer
- Dan Hedaya como Sargento Jeff Rabin
- Cástulo Guerra como Arturo Marquez
- Peter Greene como Redfoot
- Scott B. Morgan como Keyser Söze

## Premios y nominaciones
| Fecha             | Premio                         | Categoría                            | Receptor(es)                    | Resultado  |
| ----------------- | ------------------------------ | ------------------------------------ | ------------------------------- | ---------- |
| Marzo de 1996     | Premios Óscar                  | Mejor actor de reparto               | Kevin Spacey                    | Ganador    |
| Marzo de 1996     | Premios Óscar                  | Mejor guion original                 | Christopher McQuarrie           | Ganador    |
| Junio de 1996     | Premios Saturn                 | Mejor película de acción / aventuras |                                 | Ganadora   |
| Junio de 1996     | Premios Saturn                 | Mejor director                       | Bryan Singer                    | Candidato  |
| Junio de 1996     | Premios Saturn                 | Mejor música                         | John Ottman                     | Ganador    |
| Abril de 1996     | Premios BAFTA                  | Mejor película                       | Bryan Singer, Michael McDonnell | Candidatos |
| Abril de 1996     | Premios BAFTA                  | Mejor guion original                 | Christopher McQuarrie           | Ganador    |
| Abril de 1996     | Premios BAFTA                  | Mejor montaje                        | John Ottman                     | Ganador    |
| Diciembre de 1995 | Boston Society of Film Critics | Mejor actor de reparto               | Kevin Spacey                    | Ganador    |